# Patha Gannavaram

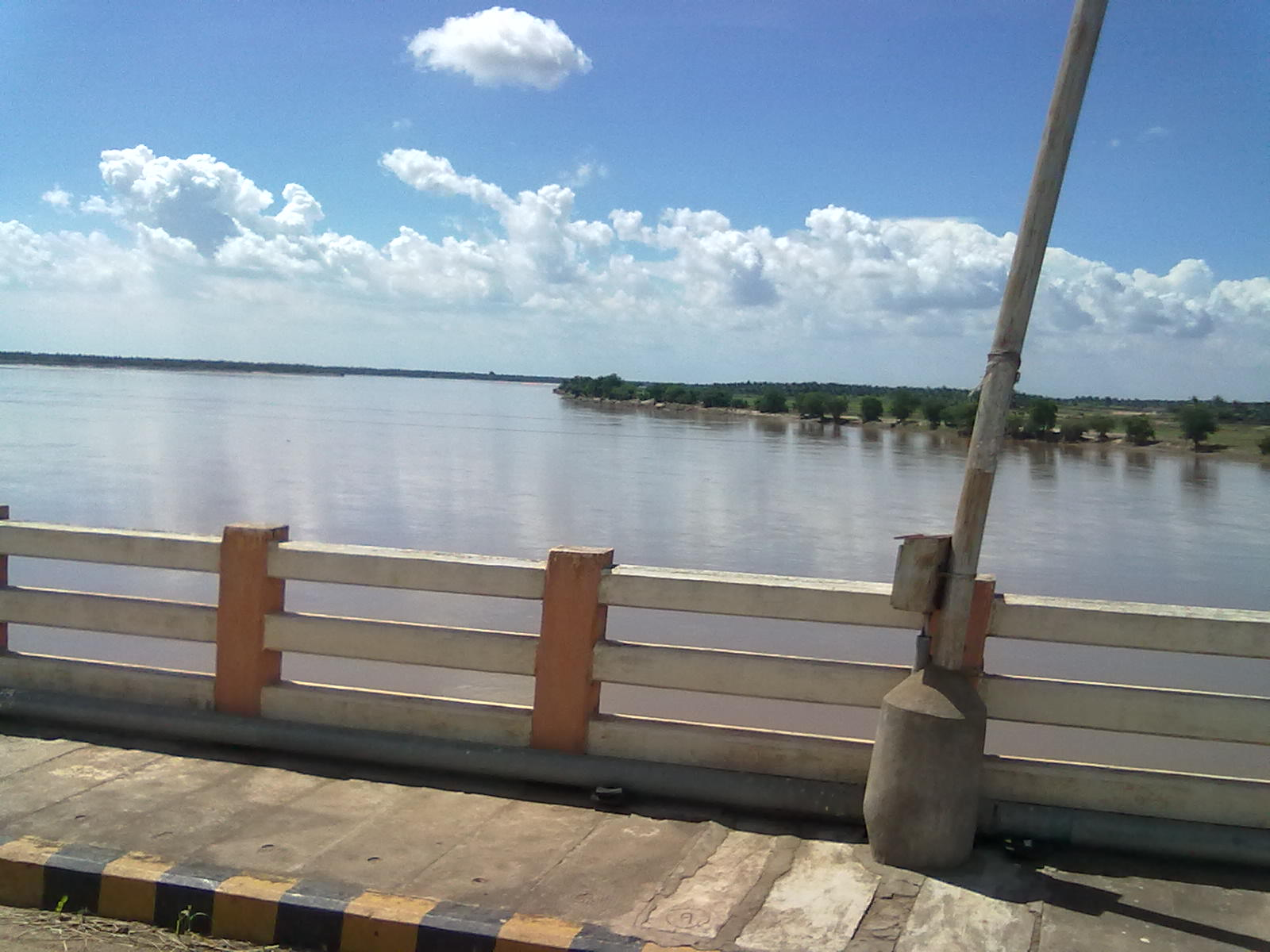
Godavari River at Flood time in P.Gannavaram

Patha Gannavaram, thường được viết tắt là P. Gannavaram hay P.Gannavaram, là một mandal thuộc huyện East Godavari, bang Andhra Pradesh, Ấn Độ.